# Smartwings Slovakia

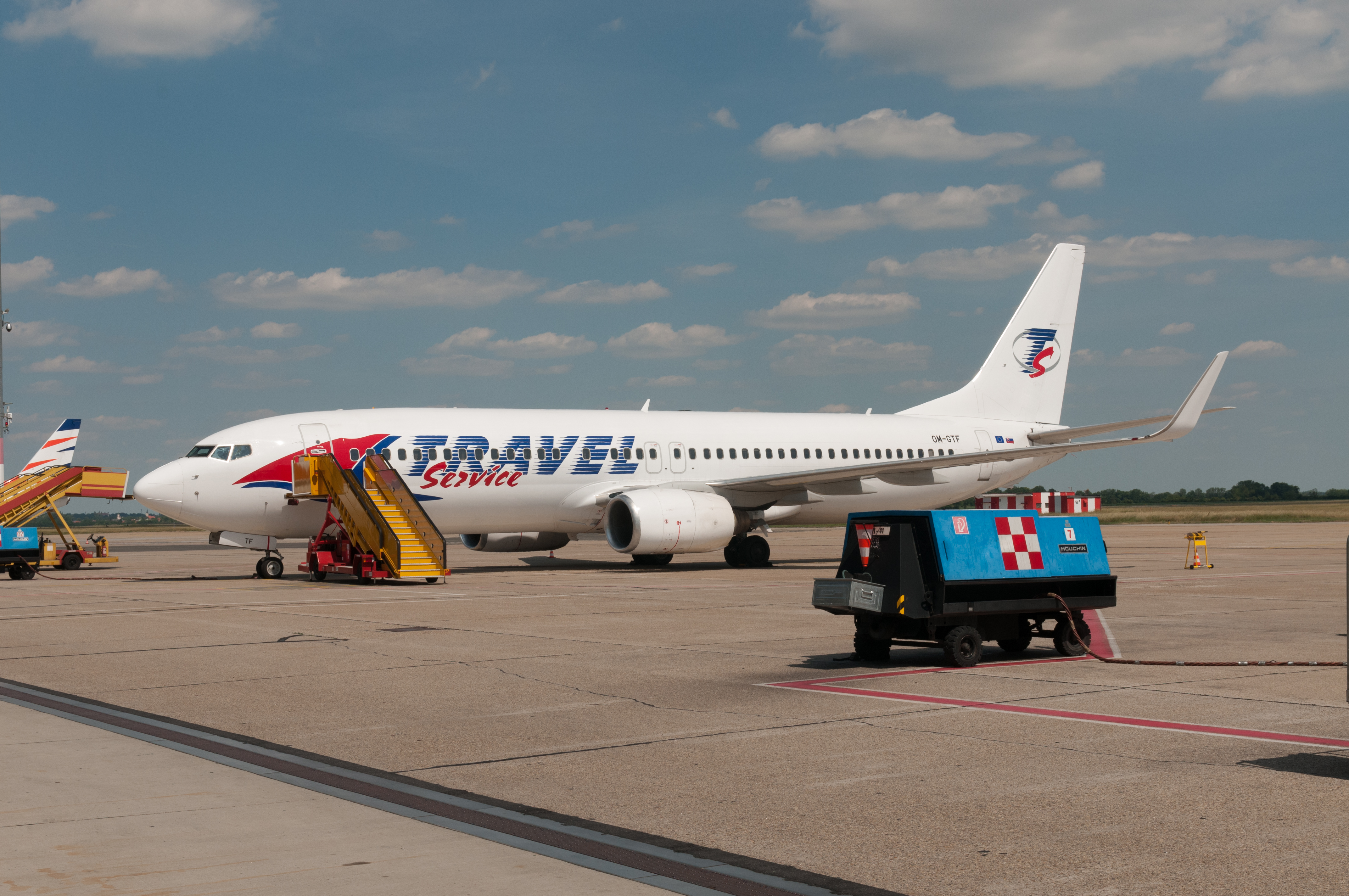
Boeing 737-800 der Go2Sky in Bemalung von Travel Service Slovakia (2017)

Smartwings Slovakia ist eine slowakische Fluggesellschaft mit Sitz in Bratislava und ein Tochterunternehmen der tschechischen Smartwings.

## Geschichte
Smartwings Slovakia wurde im Mai 2010 durch die Muttergesellschaft Smartwings gegründet.

## Flugziele
Smartwings Slovakia bedient von der Slowakei aus hauptsächlich Urlaubsdestinationen rund um das Mittelmeer.

## Flotte
Mit Stand April 2025 besteht die Flotte der Smartwings Slovakia aus einem Flugzeug mit einem Alter von 21,2 Jahre:
| Flugzeugtyp    | Anzahl | bestellt | Anmerkungen               | Sitzplätze | Durchschnittsalter |
| -------------- | ------ | -------- | ------------------------- | ---------- | ------------------ |
| Boeing 737-800 | 1      |          | mit Winglets ausgestattet | 189        | 21,2 Jahre         |
| Gesamt         | 1      | -        |                           |            | 21,2 Jahre         |